# حدة (تعز)
حده هي إحدى قرى الجمهورية اليمنية. تتبع جغرافيا لمحافظة تعز وإداريًا لمديرية صبر الموادم. يبلغ تعداد سكانها 1223 نسمة حسب الإحصاء الذي أجري عام 2004.